# Ernesto Fernandes

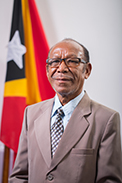
Ernesto Fernandes

Ernesto Fernandes (* 18. Juni 1945 in Hatulia, Ermera, Portugiesisch-Timor; † 7. Mai 2025 in Dili, Osttimor), Kampfname Dudu (deutsch Stoß), war ein Politiker und ehemaliger Freiheitskämpfer aus Osttimor. Er war Mitglied der Partido Democrático (PD), Präsident der Partei in der Gemeinde Ermera und  zeitweise Vizepräsident auf nationaler Ebene.

## Werdegang
Im Befreiungskampf gegen die indonesische Besatzung war Fernandes Kommandant einer Einheit der Forças Armadas de Libertação Nacional de Timor-Leste (FALINTIL) und des Widerstandssektor IV. Er war Präsident des Organisationskomitees für die Errichtung des Denkmals zum Aifu-Massaker, dessen Grundstein am 7. April 2016 in Poetete gelegt wurde.
Auf Listenplatz 4 der PD gelang Fernandes, als Vorsitzender der PD in Ermera, bei den Parlamentswahlen in Osttimor 2017 der Einzug als Abgeordneter in das Nationalparlament Osttimors. Hier war er Mitglied in der Kommission für Gesundheit, Bildung, Kultur, Veteranen und Gleichstellung der Geschlechter (Kommission F) und stellvertretendes Mitglied im Verwaltungsrat des Parlaments. Da die Minderheitsregierung der FRETILIN und PD sich im Parlament nicht durchsetzen konnte, löste es Präsident Francisco Guterres auf und rief zu Neuwahlen auf. Fernandes gelang bei der Neuwahl am 12. Mai 2018 wieder auf Platz 4 der PD-Liste der erneute Einzug ins Parlament, wo die PD nun zur Opposition gehört. Er wurde Mitglied der parlamentarischen Kommission für Bildung, Gesundheit, soziale Sicherheit und Gleichstellung der Geschlechter (Kommission F).
Bei den Parlamentswahlen 2023 kandidierte Fernandes nicht. Er verstarb am 7. Mai 2025 morgens im Hospital Nacional Guido Valadares in Dili.

## Auszeichnung
2015 erhielt Fernandes, in Vertretung der Mitglieder der Gruppe, die den Unabhängigkeitsführer Xanana Gusmão 1991 in Lulilau (Suco Humboe) in seinem Wohnhaus versteckt hielten, den Ordem de Timor-Leste. Träger der Auszeichnung sind alle Gruppenmitglieder gemeinsam. Im November 2021 erhielt er selbst einen Ordem de Timor-Leste.